# Aline (lied)
Aline is een hit van de Franse zanger Christophe uit 1965. Hij liet zich begeleiden door Jacques Denjean (1929-1995).

## Ontstaan
Volgens Christophe - zijn echte naam is Daniel Bevilacqua - is het nummer ontstaan in 1964 tijdens een etentje dat hij had met zijn grootmoeder. Hij schreef het nummer vervolgens met zijn gitaar in een kwartier tijd, waarbij hij zich liet beïnvloeden door Amerikaanse blues en Franse pop.
De naam Aline werd pas later bedacht als titel. Het was geen bestaand persoon, hij vond de naam simpelweg aardig klinken. Later vertelde hij aan schrijver Daniel Ichbiah in diens boek 50 Ans de Chansons Françaises dat hij zich ook had laten inspireren door een aardige tandartsassistente die zo heette.

## Succes
In 1965 werden van het nummer in Frankrijk en België ongeveer een miljoen exemplaren verkocht. In 1979 werd de originele versie opnieuw uitgebracht in Frankrijk, en werd opnieuw een hit. Ook toen werden er een miljoen exemplaren van verkocht. Ook in Zwitserland verkocht de single goed op de grens van 1979/1980.
In de Nederlandse Top 40 bereikte het liedje in 1965 een bescheiden 25e plaats in negen weken, in 1979 kwam het niet verder dan de tipparade. In de loop der jaren is het ook daar een klassiek chanson geworden dankzij de vele Franse verzamelalbums waarop het te vinden is.

## Covers
Het lied werd door een aantal artiesten gecoverd. Salvatore Adamo zong het, Jo Vally zong het als Ik roep je naam en Richard Clayderman maakte een instrumentale versie. John Tana bracht in 2022 een cover uit in verfranst Maastrichts onder de titel Allein.